# Maradgi S.Madarki, Jevargi
Maradgi S.Madarki là một làng thuộc tehsil Jevargi, huyện Gulbarga, bang Karnataka, Ấn Độ.